# Mula (contrabando)
Una mula o burro es, en el lenguaje popular, aquella persona que contrabandea algo con ella (en oposición a enviarlo por correo, por ejemplo) a través de una frontera nacional o por medio de un avión. Es un método común de contrabando de cantidades pequeñas de mercancía. Los organizadores usan mulas para reducir el riesgo de ser capturados ellos mismos, y a la vez, obtener el mayor beneficio económico. La mula típicamente recibe un pago que es poco comparado con el valor de la mercancía traficada, pero que aparenta ser mucho dinero para alguien de bajos recursos, haciéndolo parecer una forma fácil de hacer mucho dinero con poco esfuerzo.
A menudo los bienes son escondidos en una bolsa o compartimiento de un vehículo de alguien inocente, que ignora esto, con el propósito de ser recuperados posteriormente.
Los métodos de contrabando incluyen esconder la mercancía en un vehículo (a menudo bajo partes del vehículo), en el equipaje, bajo la ropa, pegándolo al cuerpo con cinta adhesiva, o usando el cuerpo como contenedor del producto. 
Este último método se aplica sobre todo en el tráfico de heroína y cocaína, y ocasionalmente con éxtasis. A menudo se hace tragando globos de látex, condones o pedazos de guantes quirúrgicos, que contienen la sustancia en cuestión, para luego recuperarla a partir de las heces de la mula. Es una práctica común, aunque sumamente riesgosa desde el punto de vista médico, pues la mula puede llegar a morir si uno de dichos paquetes se llegara a reventar en su interior.
Con relación al tráfico desde América del Sur hacia Estados Unidos, la DEA reporta que "a diferencia de la cocaína, la heroína a menudo se trafica por medio de personas que tragan un alto número de pequeñas cápsulas (entre 50 y 90), lo cual les permite transportar hasta 1,5kg de heroína por viaje por persona.".

## Etimología
El término, proveniente de Colombia, se deriva del animal homónimo, el cual era usado durante la Bonanza marimbera para transportar la marihuana desde la Sierra Nevada de Santa Marta donde se cultivaba la planta, hasta su punto de distribución.

## Penas de prisión
Las penas a las que son sujetos los individuos acusados de ser mulas son variables de acuerdo a las circunstancias y legislación de cada país, y pueden ir desde pocos años hasta pena de muerte, como es el caso de algunos países islámicos. En ocasiones, los presos condenados pueden ser repatriados a sus países de origen para que completen sus condenas en cárceles de sus propios países.

## Otras mulas
Schapelle Corby, arrestada en octubre de 2004, alega haber sido una "burra" sin saberlo. Los 9 de Bali son ejemplo de una red dedicada a traficar drogas (en este caso, entre Indonesia y Australia).
El narcotráfico a través de mulas ha sido el tema de estas películas:
- El arriero (2009)
- María, llena eres de gracia (2004)
- Bolletjes Blues (2006)

El programa de televisión de NatGeo, "Alerta Aeropuerto", muestra continuamente detenciones de mulas en diferentes modelos de tráfico de drogas, y el proceso de detección de los estupefacientes. Los aeropuertos donde han filmado Alerta Aeropuerto han sido los aeropuertos internacionales El Dorado, en Bogotá, Colombia, y  Jorge Chávez, en Lima, Perú.

## Interés Toxicologico
El término mula está relacionado con lo que se conoce en toxicología como Portadores humanos de drogas. 

### Descripción
Se trata de personas que tienen como objetivo ocultar drogas ilegales dentro de su propio organismo para evitar ser detectadas por la policía. 
Se pueden diferenciar dos términos: Body packers y body stuffers.

### Tipos  de drogas
Las más habituales son cocaína y heroína, a pesar de que también se pueden ocultar otras drogas de carácter ilegal como anfetaminas, derivados del opio, cannabis, hachís, etc .
- Opiáceos y derivados semisintéticos: el opio se obtiene de las semillas de adormidera (Papaver somniferum) y está compuesto por numerosos alcaloides. Se caracteriza por actuar sobre receptores opioides endógenos, principalmente los receptores µ dando una acción analgésica muy potente.[4]

La heroína en concreto, es un derivado sintético de la morfina que se suele presentar como un polvo blanco sin olor. Puede administrarse por diferentes vías, ya sea fumándola, inyectándola o inhalándola por la nariz, siendo de gran relevancia ya que acceden rápidamente al cerebro.
- Cocaína: Se obtiene de las hojas de coca procedentes de Erythroxylon coca. Actúa bloqueando la recaptación pre sináptica de diversos neurotransmisores como son la dopamina, noradrenalina, serotonina y su precursor metabólico el triptófano. El aumento de estos neurotransmisores tiene como consecuencia efectos sobre el Sistema Nervioso Central.
- Anfetaminas: Se obtienen por síntesis química. Actúan estimulando directamente receptores noradrenérgicos y de dopamina lo que desencadena una estimulación central, afectando al centro hipotalámico del sueño y al centro regulador del hambre.[4]

### Tipos de portadores humanos de drogas

#### Body packers
Son traficantes de droga que tienen como  objetivo transportar la droga ilegal de unos distribuidores a otros. Para ello ingieren grandes cantidades de droga envasada en bolsas recubiertas por envoltorios de látex con el fin de evitar su ruptura dentro del tracto gastrointestinal. El número de bolsas puede variar entre 10 y 100, lo que supone un riesgo para la persona que lo transporta.

#### Body stuffers
Son personas que se tragan pequeñas cantidades de droga cuando se ven a punto de ser detenidos por la policía. Normalmente se trata de droga para el consumo propio, de ahí que las cantidades sean notablemente inferiores a las ingeridas por los body packers. Además, el envoltorio que contiene la droga puede no ser adecuado para su posterior digestión, por lo que podría derivar en una importante intoxicación.

### Manifestaciones clínicas de la intoxicación
En función del tipo de droga y de la cantidad ingerida se pueden observar los siguientes signos y síntomas:
- Opiáceos y derivados semisintéticos: hipotermia, depresión respiratoria (que puede dar lugar a hipoxia prolongada, acidosis respiratoria, edema pulmonar o acidosis metabólica), depresión del Sistema Nervioso Central (derivando en sedación, hipotensión y disminución de la conciencia) incluso síntomas gastrointestinales (náuseas, vómitos y dolor abdominal) y miosis (pupilas puntiformes). En concreto, la heroína puede producir sensaciones agradables como euforia y bienestar, obsesión mental y además suprimir la sensación de dolor.[5]
- Cocaína: hipertensión, taquicardia, hipertermia, euforia, inquietud, alucinaciones, síntomas gastrointestinales (náuseas, vómitos) o depresión respiratoria.
- Anfetaminas: taquicardia, arritmias, midriasis, euforia, inquietud, alucinaciones (mayores que con la cocaína), crisis hipertensivas o hipertermia grave.[4]

### Diagnóstico
Para detectar la presencia de estas drogas se lleva a cabo una radiografía simple abdominal, considerada técnica diagnóstica de elección. 
En la mayoría de los casos se podrían observar los paquetes debido a las burbujas de aire que se generan en el interior del envoltorio. 
También se pueden realizar otras técnicas como radiografías de contraste, tomografía computarizada o endoscopia.
También se puede realizar una determinación de la droga o sus metabolitos en orina, para determinar el tipo de droga. Se pueden obtener resultados positivos incluso con los paquetes íntegros, pero hay que tener en cuenta que el resultado negativo no excluye el diagnóstico de body packer.

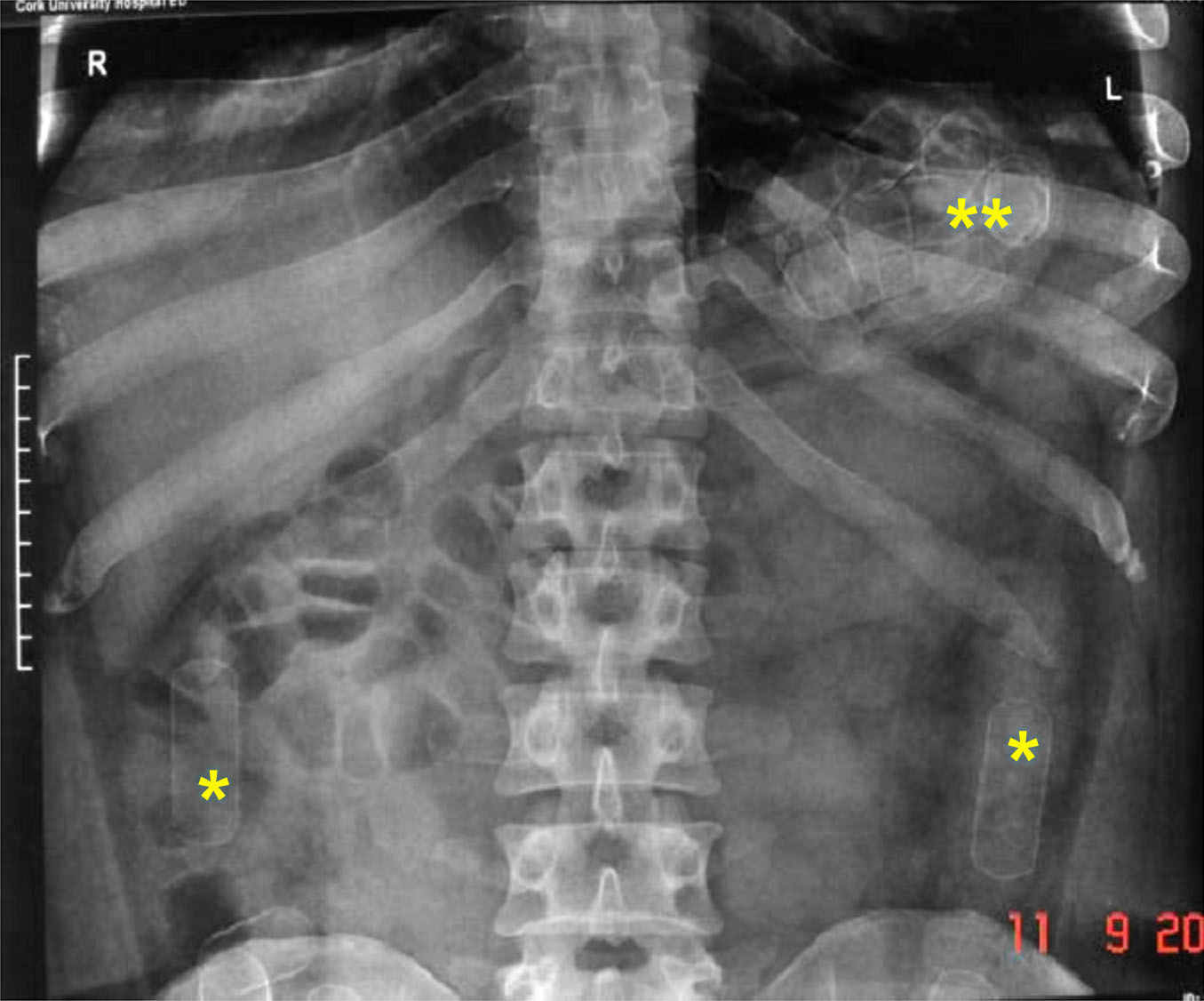
Radiografía simple abdominal.

### Tratamiento

#### Body packers
- 	Asintomático:

Cuando el paciente no presenta síntomas de intoxicación se debe administrar una solución de potietilenglicol  por vía nasogástrica para evacuar así el contenido gastrointestinal. Otros laxantes no resultan eficaces.
- 	Sintomático:

El tratamiento será en función de la droga ingerida. En el caso de opiáceos y derivados, se utiliza Naloxona por vía intravenosa o intubación endotraqueal. La Naloxona es un antagonista de los receptores opioides que se utiliza en caso de intoxicación. A veces se requieren dosis repetidas debido a que su vida media no es muy prolongada. 
Para la cocaína, no existen antídotos que reviertan el efecto, por lo que el tratamiento se basa en paliar los síntomas. Destacar que las complicaciones por cocaína son mucho más graves. Para tratar las convulsiones se pueden utilizar benzodiacepinas, como el Diazepam por vía intravenosa. En el caso de hipertermia hay que aplicar enfriamiento por métodos físicos.                       
Para la extracción de las bolsas ingeridas se les practica una laparotomía de urgencia.     
En una intoxicación por anfetaminas el tratamiento será similar al de la cocaína actuando sobre los síntomas que presenta el portador.

#### Body stuffers
Estos portadores están más dispuestos a padecer síntomas tóxicos,  los cuales derivan de la liberación de la droga en el organismo por un mal envasado de la misma. A pesar de ello, las complicaciones son menos graves ya que ingieren menos cantidad en comparación con los body packers. Para evitar la absorción de la sustancia se puede administrar carbón activado o realizar un lavado gástrico. 
Es necesaria una monitorización del portador durante 6 horas para ver si desarrollan la toxicidad.
En el caso de aparición de síntomas, estos se tratarían de la misma manera que en el body packer observándolos durante un periodo de 24 horas.